# إيالة قرمان
إيالة قرمان (بالتركية العثمانية: ایالت قره‌مان; Eyālet-i Ḳaraman)‏ كانت إحدى التقسيمات الإدارية للدولة العثمانية. تُقدر مساحتها المذكورة خلال القرن 19 بحوالي 30,463 ميل مربع (78,900 كـم2).
في عام1468، تم ضم إمارة قرمان المستقلة  من قبل العثمانيين وعين محمد الثاني ابنه مصطفى في حاكمًا للإيالة الجديدة مع مقعده في قونية.

## التقسيمات الإدارية
تألفت إيالة قرمان يتألف من سبعة سناجق بين 1700 و1740:
1. سنجق قونية
2. سنجق نيدا
3. سنجق قيصرية
4. سنجق قرشهر
5. سنجق بايشهر
6. سنجق آق سراي
7. سنجق آق شهر